# Igor Chudinov
Ígor Vitálievich Chudínov (en ruso: Игорь Витальевич Чудинов; nacido el 21 de agosto de 1961) es un político kirguiso que fungió como primer ministro de su país entre 2007 y 2009. Fue designado a ese cargo el 24 de diciembre de 2007, tras la dimisión de Iskenderbek Aidaralíyev. Antes de su nombramiento, fue un ministro de energía e industria en el gobierno kirguís.
Chudínov fue propuesto para el cargo por el partido Ak Zhol, que ganó una gran mayoría de los escaños en el parlamento kirguís - el Jogorku Kenesh - en las elecciones del 16 de diciembre de 2007. Fue ratificado como primer ministro por el presidente Kurmanbek Bakíev el 24 de diciembre. Es étnicamente ruso y no habla kirguís, a pesar de haber nacido en la capital de la RSS de Kirguistán Frunze (hoy Biskek).